# Lehota János
Lehota János (Szentes, 1943. július 5. –) középiskolai tanár, Nagykanizsa oktatásügyének és kulturális életének egyik meghatározó egyénisége, aki 38 éven át tanított magyar nyelv és irodalmat, illetve történelmet a Batthyány Lajos Gimnáziumban.
Lehota János nyugdíjas középiskolai tanárt az első önkormányzati ciklusban (1990–94) választották meg párton kívüliként képviselőnek a Fidesz támogatásával.

## Gyermekkora
Édesapja katona volt, akit másfél éves korában elveszett. Hatéves koráig anyai nagyszüleinél élt Szentesen.

## Tanulmányai
A középiskolát Nagykanizsán, a Landler Jenő Gimnáziumban végezte.
Hamar rátalált a könyv olvasás örömére, egy másik világ létezésére. Máig ennek kettősségében él, hogy az irodalom jelenti az élete teljességét. A bölcsészkarra jelentkezése természetes lépés volt, az ELTE-re nyert felvételt magyar és történelem szakokra, 1967-ben végezte.

## Tanári pályája
Gazdag harmincnyolc éves pályáján hét osztállyal ballagott, kiemelt minősítésű irodalmi színpadot teremtett; Csurgó, Győr, Sátoraljaújhely országos versenyeinek rendszeres és eredményes részeseivé vált. Tíz évig felnőtteket is tanított, egyetemi előkészítő csoportokat vezetett, és teljes óraszáma mellett vitt érettségire mindenkori végzősöket.
1993-ban előadás megtartására hívták a Szegedi Egyetemre, annak Auditóriumában két ízben is a Bánk bán elemzéséről szólt. Csetri Lajos tanszékvezető volt a felvezetője, utána pedig a tanszéke körében az oktatásról beszélgettek.

## Írói munkássága
Első könyve 1997-ben jelent meg A nemzeti tudat drámája címmel.